# 長田恒義
長田 恒義（ながた つねよし 1970年6月19日 - ）は、日本の元子役・俳優。少年野球モノならこれ、という存在であった。
実兄の長田義嗣も元子役で、それゆけ!レッドビッキーズで共演している。

## 出演

### テレビドラマ[1]
- 特捜最前線 第40話「初指令・北北東へ急行せよ！」（テレビ朝日 1978年1月4日） - 有村一郎
- Gメン'75 第177話「結婚と離婚」（TBS 1978年10月14日） - 小林の息子Ｂ
- 熱中時代 第6話「熱中先生子連れ旅」（日本テレビ 1978年11月10日） - 川西竜太
- 新五捕物帳 第79話「涙の兄妹人形」（日本テレビ 1979年9月25日）
- 暴れん坊将軍 第84話「おさいが翔んだ！」（テレビ朝日 1979年10月27日） - 平助（少年時代）
- ぼくら野球探偵団 （東京12チャンネル 1980年4月22日 - 9月22日） - 頭野良男(ピーマン)
- それゆけ!レッドビッキーズ （テレビ朝日 1980年8月29日 - 1981年9月18日） - 荒井まこと(イチャモン)
- 大戦隊ゴーグルファイブ 第9話「地獄のキノコ村」（テレビ朝日 1982年4月3日） - 佐助
- 宇宙刑事ギャバン 第20話「なぞ？の救急病院！人類の大滅亡が迫る」（テレビ朝日 1982年8月6日）  - 和弘
- ハウスこども傑作劇場（テレビ朝日）
  - 「キャプテンはつらいぜ」（1982年5月4日）
  - 「キャプテンらくにいこうぜ」（1982年8月17日） - ユー君
  - 「キャプテンがんばる」（1982年11月16日） - ユー君
  - 「行け！少年探偵団III」（1982年12月21日）